# Highwayman 2
Highwayman 2 je album country supergrupe The Highwaymen, objavljen 1990. u izdanju Columbia Recordsa.

## Popis pjesama
1. "Silver Stallion" (Lee Clayton) – 3:12
2. "Born and Raised in Black and White" (Don Cook, John Barlow Jarvis) – 4:01
3. "Two Stories Wide" (Willie Nelson) – 2:35
4. "We're All in Your Corner" (Troy Seals, Buddy Emmons) – 3:04
5. "American Remains" (Rivers Rutherford) – 4:07
6. "Anthem '84" (Kris Kristofferson) – 2:43
7. "Angels Love Bad Men" (Waylon Jennings, Roger Murrah) – 3:33
8. "Songs That Make a Difference" (Johnny Cash) – 2:55
9. "Living Legend" (Kristofferson) – 3:59
10. "Texas" (Nelson) – 2:39